# Leçons de ténèbres (album)
Pour les articles homonymes, voir Leçons de ténèbres (homonymie).
Albums de Elend
Les Ténèbres du dehors
(1996)
Leçons de ténèbres est un album du groupe franco-autrichien Elend, sorti en 1994 sur le label Holy Records. 
L'album a été construit autour des textes du Paradis Perdu de John Milton.

## Liste des titres
| No | Titre                            | Durée |
| -- | -------------------------------- | ----- |
| 1. | Leçons de ténèbres               |       |
| 2. | Chanting                         |       |
| 3. | Into Bottomless Perdition        |       |
| 4. | Deploration                      |       |
| 5. | Infernal Beauty                  |       |
| 6. | Lucifer                          |       |
| 7. | Eclipse                          |       |
| 8. | The Reign of Chaos and Old Night |       |
| 9. | The Emperor                      |       |

## Musiciens
- Iskandar Hasnawi
- Eve Gabrielle Siskind
- Renaud Tschirner[3]